# Francis M. Drake
Francis Marion Drake, född 30 december 1830 i Rushville, Illinois, död 20 november 1903 i Centerville, Iowa, var en amerikansk republikansk politiker. Han var Iowas guvernör 1896–1898.
Drake deltog i amerikanska inbördeskriget som officer i nordstaternas armé. Han sårades svårt i kriget och tillbringade en tid i krigsfångenskap. Efter kriget studerade han juridik och inledde sedan sin karriär som advokat. Advokatpraktiken var framgångsrik och dessutom var han en betydande affärsman inom järnvägsbranschen. Han spelade en central roll bakom grundandet av Drake University som fick sitt namn efter honom.
Drake efterträdde 1896 Frank D. Jackson som guvernör och efterträddes 1898 av Leslie M. Shaw. Drake avled 1903 och gravsattes på Oakland Cemetery i Centerville.